# Илия Палазов
Илия Пенчев Палазов е български банкер.

## Биография
Роден е през 1888 г. в Плевен. Първоначално образование получава в родния си град, а средно в Практическото търговско училище във Варна. От 1906 г. учи в Ерланген, Германия, където завършва финансови и икономически науки през 1911 г. От 1912 г. е директор на Популарната банка в Габрово. В периода 1914 – 1918 г. е председател и директор на памукотекстилно дружество „Принц Кирил“ АД в Габрово. През 1919 г. е поканен да заеме длъжността секретар на Общия съюз на популярните банки и се установява В София. По-късно, до 1949 г., е директор на съюза на Популярните банки.
След 9 септември 1944 г. става подпредседател на Върховната стопанска камара до нейното разформироване. Председател е на научния институт „Проф. ИВ. Иванов". Публикува трудове върху кредитите и спестовността; организация и производство на българска захар; за производителните кооперации и др. Най-значимият от тях е „Теория и практика на Кооперативното дело“.
От 1908 до 1948 г. е член на Социалдемократическата партия, след това на Българската комунистическа партия до 1949 г., когато е изключен.
Умира през 1963 г.в Женева, Швейцария, където е на лечение.